# Râul Szetye
Râul Szetye este un curs de apă, afluent al Râului Primejdios (Veszes). 

## Hărți
- Harta județului Harghita